# Flora och fauna

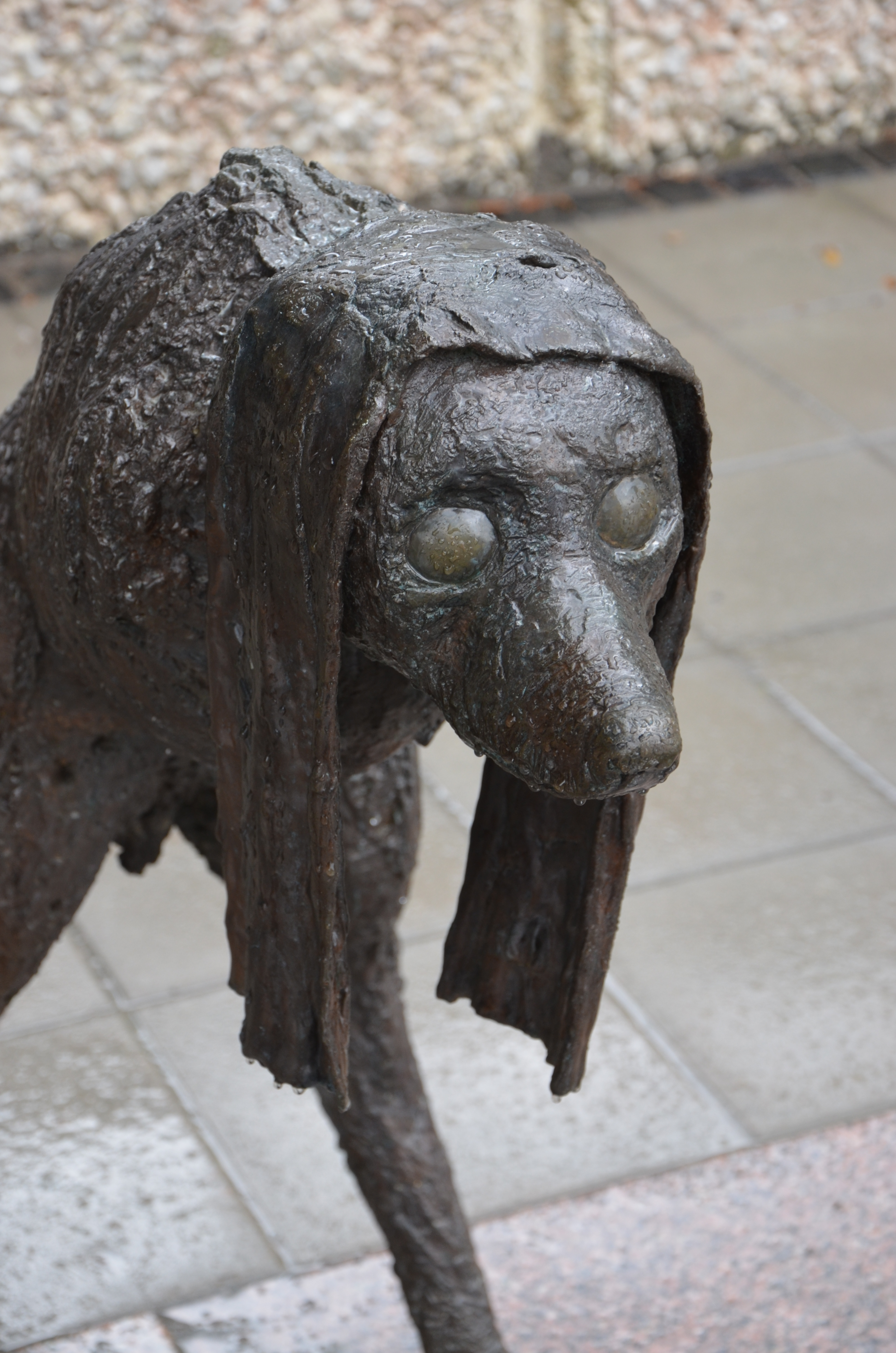
Fauna, del av Flora och fauna. Detta exemplar står utanför Borås konstmuseum.

Flora och fauna är ett konstverk av Tilda Lovell, uppfört år 2010. 
Installationen finns i Solursgaraget i Vällingby Centrum i Stockholm. Den är placerad längst in i garaget, i mitten av en spiral av ramper som går mellan våningarna. Skulpturen sträcker sig över flera våningsplan och kan ses från bilarna som kör på ramperna. 
Verket beställdes av Svenska bostäder specifikt för Solursgaraget, och projektet genomfördes av Stockholm konst, som är en del av Stockholms kulturförvaltning, med ansvar för nyproduktion av offentlig utsmyckning i Stockholms stad.
Verket utgörs av en skulpturgrupp i två delar. Flora är en sex meter hög glasfiberskulptur; ett rosa eller hudfärgat torn uppbyggt av former som liknar frökapslar, frukter och blad. En detalj i verket är en uggla som sitter inkapslad i tornet. Fauna är en en meter hög bronsskulptur, en tvåbent hund av brons som står en liten bit ifrån.
Skulpturens organiska former är, tillsammans med betraktaren, avsedda att utgöra en kontrast mot garagets betongmiljö.
Motiven är hämtade från triptyken Lustarnas trädgård, målad av den nederländske konstnären Hieronymus Bosch omkring år 1500. Det är ett urklipp från den vänstra panelen Paradiset, där det rosa tornet eller fontänen och den tvåbenta hunden återfinns i samma förhållande till varandra.